# Cidade Nova (Ilhéus)
Cidade Nova é um bairro localizado no município baiano de Ilhéus.
Nele estão localizados o "Hospital Maternidade Santa Isabel", a "Santa Casa de Misericórdia de Ilhéus" e o "Hospital da Cidade Nova".

## Baixa Fria
Baixa Fria é uma região do bairro Cidade Nova, conhecida por abrigar o anexo que atende aos ensinos infantil (maternal à alfabetização) e fundamental I (1ª à 4ª série) do Colégio São Jorge dos Ilhéus.